# Daniela Rossell
Daniela Rossell (Ciudad de México, 1973) es una fotógrafa mexicana principalmente conocida por sus retratos de la élite mexicana, a la cual ella misma pertenece. Su trabajo fotográfico más conocido se publicó en 2002 bajo el título Ricas y famosas, que es una serie fotográfica que retrata a mujeres mexicanas de clase alta, muchas de las cuales tenían conexiones con el Partido Revolucionario Institucional (PRI).

## Vida
Rossell nació en la élite mexicana que más tarde fotografiaría. Es nieta de dos exgobernadores mexicanos. Su madre era coleccionista de arte y Rossell se crio apreciando el arte. Fue educada en la American School Foundation, una escuela exclusiva y académicamente excepcional en Ciudad de México. Allí, desarrolló un interés por el teatro y comenzó a actuar a los dieciséis años. Estudió actuación en el Núcleo de Estudios Teatrales. Luego estudió durante poco tiempo pintura en la Escuela Nacional de Artes Visuales, la dejó para continuar su carrera en la fotografía.
Rossell actualmente vive y trabaja en Ciudad de México  y es conocida en toda América Latina, Europa y Estados Unidos.

## Arte

### Ricas y famosas
La serie fotográfica por la que Daniela Rossell es más conocida es Ricas y famosas, que abarcó los años 1994-2001 y se publicó en formato libro en 2009 (Océano De México, ASIN B01FELMQJM).

#### Diseño y contenido
Las primeras modelos de estas fotografías fueron las amigas y familiares de la artista, quienes formaban parte de la élite mexicana, y luego comenzó a extenderse a otras mujeres de la élite que se ofrecían voluntarias para modelar. Cada modelo elige cómo representar su identidad rodeada de lujosos elementos materiales y vendiendo su atractivo sexual. Rossell cree que sus modelos están influenciadas por las revistas y los programas de televisión en cuanto a cómo deben actuar frente a la cámara porque quieren parecerse a las modelos estadounidenses. Esta búsqueda de parecer estadounidense requiere que las modelos modifiquen su estilo de vida y adapten su identidad, lo se traduce en infelicidad. A pesar de tener todo materialmente, estas mujeres luchan por encontrar satisfacción en quienes son debido a la fantasía retratada de Estados Unidos. Al mirar las fotografías, se mezclan en estas lujosas casas el arte e íconos no cristianos con el arte cristiano. Por ejemplo, una mujer posa seductoramente recostada sobre un enorme Buda rodeada de champán y dinero. La yuxtaposición entre el objeto sagrado y la atracción sexual lo convierte en un tema conflictivo pero entretenido.
Uno de los temas de la serie es la feminidad y el papel de la mujer. La artista describe el hogar como el territorio de las mujeres, y al tomar fotografías de mujeres dentro de sus propios hogares, se nos permite vislumbrar este mundo construido. Por ejemplo, una de las modelos está rodeada de autorretratos e incluye en la escena a su camarero personal, poniendo en evidencia que se trata de un espacio dedicado a ella. En estos ambientes, las modelos femeninas se mezclan con los objetos lujosos y Rossell usa esta composición para enfatizar nuevamente la cosificación de las mujeres en sus fotografías. A menudo vistas en campañas publicitarias comerciales y de moda, las mujeres fotografiadas se convierten en sinónimo del objeto que se vende.
Otro tema que se encuentra en la serie fotográfica es la historia e identidad mexicana. Rossell representa a la minoría adinerada mexicana en lugar de plasmar en sus fotografías las vistas románticas de los pueblos mexicanos o la dura pobreza de las ciudades. La propia Rossell es parte de este grupo demográfico y, a su vez, esta es la historia mexicana con la que se relaciona. Además, el estilo de vida de la élite era desconocido para el resto de México, por lo que sus fotografías sirven como documentos sociales y políticos. Tras el lanzamiento de su serie fotográfica Ricas y famosas, las personas que en un principio habían estado ansiosas por ejercer de modelos para la artista se enfadaron con ella. El público elogió a Rossell por su ojo cinematográfico y su capacidad para crear fotografías provocativas que muestran que los estilos de vida ostentosos son visibles en todas las culturas.

#### Recepción crítica
Slate, al escribir sobre los retratos de la élite mexicana de Rossell observó:
La narrativa de México como vecino estadounidense empobrecido y dominado por los cárteles de la droga domina la mayoría de las noticias en Estados Unidos, pero eso representa solo una parte de un país grande y diverso. La fotógrafa Daniela Rossell muestra historias del polo opuesto de la sociedad mexicana con su serie fotográfica Ricas y famosas, que retrata a la élite mexicana.
Discutiendo de la misma serie fotográfica, The New York Times escribió:
''Ricas y famosas'' es un libro de 89 fotografías, que no es un ejercicio de fantasía kitsch. Parte Town & Country, parte Playboy, el libro expone el estilo de vida decadente, algunos dicen depravado, de la élite adinerada mexicana, o, como diría el título, los ricos y famosos.

## Exposiciones
Sus fotografías han sido expuestas en todo el mundo, destacando:
- Tate Modern, Londres, Reino Unido[1]
- El Museo Nacional de Mujeres en las Artes, Washington D. C.[5]
- MoMA PS1, Nueva York, NY[17]
- ArtSpace San Antonio, San Antonio, Texas[18]
- Kunsthallen Nikolaj, Centro de Arte Contemporáneo de Copenhague, Copenhague, Dinamarca[7]
- Museo de Arte Moderno de San Francisco, San Francisco, California[7]
- El Museo de Arte Blaffer de la Universidad de Houston, Houston, TX[15]
- Museo Hammer en UCLA, Los Ángeles, CA[19]
- The Whitechapel Gallery, Londres, Reino Unido[20][21]
- Museo de Arte Weatherspoon, Greensboro, Carolina del Norte[22]

## Colecciones
Su obra se encuentra en las siguientes colecciones públicas:
- El Museo de Arte Moderno de San Francisco, California
- Galería Tate, Londres[1]
- El Museo de Arte del Condado de Orange, California
- Nuevo Museo de Arte Contemporáneo, Nueva York, NY[23]
- Museo de Arte Weatherspoon, Greensboro, Carolina del Norte[22]
- MoMA PS1, Nueva York, Nueva York[24]
- Museo J. Paul Getty, Los Ángeles, CA[25]
- Museo de Arte Contemporáneo, Chicago, Illinois[26]
- Museo de Arte Hood en Dartmouth College, New Hampshire
- Museo Mint, Charlotte, Carolina del Norte
- Museo de Arte de St. Louis, St. Louis, Misuri[27]
- Museo de Arte del Condado de Nassau, Roslyn Harbor, Nueva York
- Museo de Arte de Hessel, Annandale-on-Hudson, Nueva York
- Colección Júmex, Ciudad de México, México[28]